# Bâtiment de la Métropole à Novi Pazar
Le bâtiment de la Métropole à Novi Pazar (en serbe cyrillique : Зграда "Митрополија" у Новом Пазару ; en serbe latin : Zgrada "Mitropolija" u Novom Pazaru) se trouve à Novi Pazar, dans le district de Raška, en Serbie. Il est inscrit sur la liste des monuments culturels protégés de la république de Serbie (identifiant no SK 899),,.

## Présentation
Le bâtiment, situé 48 rue Relje Krilatice, a été construit à la fin du XVIIIe siècle, ce qui en fait l'un des plus anciens de Novi Pazar ; il est caractéristique de l'architecture traditionnelle serbe et de l'architecture ottomane,. Son surnom de « bâtiment de la Métropole », provient d'une tradition qui rapporte que les métropolites de la métropole de Ras-Prizren, qui a englobé Novi Pazar à partir de 1808, séjournaient dans cette maison lorsqu'ils venaient dans la ville,. Selon d'autres données, ce nom viendrait du fait qu'à la fin du XIXe siècle et au début du XXe siècle y a fonctionné la première école serbe, d'abord pour les jeunes femmes puis mixte,. Au cours du XXe siècle, le bâtiment a changé plusieurs fois de destination et a été utilisé pendant longtemps comme bâtiment résidentiel,.
Ce bâtiment a joué un rôle historique car, à côté de l'église, il offrait un lieu de rencontre pour les Serbes orthodoxes sous la domination turque,.